# Scandinavium goeteborgense
Scandinavium goeteborgense — вид грам-негативних бактерій родини Enterobacteriaceae. Факультативно анаеробні, оксидазонегативні, паличкоподібні, рухливі бактерії. Виокремлені у 2019 році з гнійної рани.